# Попово (община)
По́пово (болг. Община Попово) — община в Болгарии. Входит в состав Тырговиштской области. Население составляет 36 692 человека (на 21.07.05 г.).
Административный центр общины в городе Попово. Кмет (мэр) общины Попово — Людмил Веселинов (коалиция в составе 3 партий: Федерация Активного Гражданского Общества (ФАГО), Гражданский союз за новую Болгарию (ГСНБ)) по результатам выборов 2007 года в правление общины.
Община Попово расположена в северо-восточной части Болгарии. Общая территория общины занимает площадь 833,398 км². Граничит с общинами Тырговиште, Антоново, Стражица, Бяла, Две-Могили, Опака, Цар-Калоян, Разград и Лозница.

## Состав общины
В состав общины входят следующие населённые пункты:
1. Априлово
2. Баба-Тонка
3. Берковски
4. Бракница
5. Водица
6. Гагово
7. Глогинка
8. Горица
9. Долец
10. Долна-Кабда
11. Дриново
12. Еленово
13. Заветно
14. Зараево
15. Захари-Стояново
16. Звезда
17. Иванча
18. Кардам
19. Ковачевец
20. Козица
21. Конак
22. Ломци
23. Манастирца
24. Марчино
25. Медовина
26. Осиково
27. Паламарца
28. Помоштица
29. Попово
30. Посабина
31. Садина
32. Светлен
33. Славяново
34. Трыстика
35. Цар-Асен